# スーパーマップル
スーパーマップルは、昭文社が発行する主に一般普通乗用車向けの多種の縮尺を用いた地方別道路地図帳。同社の主力商品であり、シリーズ累計1800万部以上出版されている。同種の地図帳を出版していた会社は東京地図出版（マイナビに吸収合併された後、紙の地図からは事実上撤退）・アルプス社（ヤフーに吸収合併され、紙の地図からは撤退）などがあったが、日本国内の全地方版（沖縄県を除く）を刊行しているのは、このスーパーマップルシリーズのみである。

## 概要
冊子タイプの製本でサイズはA4判が主だが、｢B5判東海道路地図｣の様にB5判のものもある。
ページ数は地方によって大きく異なり、290 ～ 550ページ程度。
縮尺は、1:3千 ～ 1:5千、1:1.5万、1:3万、1:6万、1:10万、1:20万、1:30万などの多種を用い、都市部は詳細に、郊外は広域的に捉えた構成になっている。
定価の最低額はB5版東海の2,750円。最高額は東北、関東、中部、関西、中国、九州の6点で4,180円である。（2023年（令和5年）3月現在、全て10%税込み）
スーパーマップルシリーズは、1999年（平成11年）頃から昭文社独自の地図情報システムSiMAPを用いた、コンピュータによる製版となっている。
年に概ね1回前後発行されている。かつては新年版として、一部を除き前年の年末に毎年発行され（2008年（平成20年）版の場合、2007年（平成19年）10 - 11月頃）、新年版であることを示す宣伝の紙帯を巻いているなどの特徴があった。現在は新年版の紙帯はなくなっており、発行時期もばらつきがある。
各市区町村の大字・丁目索引は県別マップル同様に発行地域の地名をほぼ全て掲載している。但し北海道版については収録範囲が特別に広い事から、原則としてエリア別の市街地&観光地拡大図に収録されている市町村の字・丁目のみを掲載している（エリア別10万分の1広域図と30万分の1全道広域図に掲載の市町村字名も索引に一部掲載されているが、広域図にのみ掲載の市町村字名は巻末索引に非掲載）。本シリーズ同様に県別マップル北海道版の役目を果たしている「都市地図の北海道内各市町村版」は本図（5千分の1 ～ 3万分の1拡大図）収録範囲が本シリーズより若干広いが、人口が10万人未満の名寄・士別・紋別・留萌・深川・滝川・赤平・芦別・歌志内・砂川・美唄・三笠・夕張・根室各市とその周辺町村版は「都市地図」シリーズでは発行されておらず、本シリーズのみの掲載となっている（「北海道内各市町村版都市地図」シリーズとして発行されている人口10万人未満の道内都市は稚内・網走・富良野・岩見沢・千歳・恵庭・北広島・室蘭・登別・伊達、以上10市のみ）。

## スーパーマップルシリーズ
2023年（令和5年）3月現在、以下の11点が発行されている。
- 北海道（県別マップルの代用・税込み定価3,080円。道内全市については中心部の拡大図が掲載されているが、町村中心部の拡大図は交通の要所となっている場所と主要観光地のみ掲載）
- 東北
- 関東（山梨・長野・新潟・静岡4県の主要都市&観光地拡大図も収録。東京都島嶼部は伊豆大島を除き非収録となっており「県別マップル」などの他シリーズで代用）
- 中部（富山・石川・福井・長野・静岡5県の主要都市&観光地拡大図も収録）
- 東海 - （中部の収録範囲を静岡・愛知・岐阜・三重4県に絞り、価格を廉価にしたもの。また一部の市(浜松市など)では詳細図の対象範囲が狭められているが、逆に豊橋市周辺など東海3県の詳細図の対象範囲は一部広くなっている。）
- B5判東海 - （東海の内容をB5判にしたもので、ページ構成を含め内容は同じ。ただし縮尺が小さくなるため建造物などの表記が若干簡略化される部分もある。）
- 北陸 - （富山・石川・福井3県のみに特化したもの）
- 関西
- 中国
- 四国
- 九州（沖縄県は非収録となっており「県別マップル」などの他シリーズで代用）

過去出版されていたもの（SiMAP以前）
- 名古屋圏道路地図
- 福岡市詳細道路地図
- 広島圏詳細道路地図
- 北九州市詳細道路地図
- 仙台圏詳細道路地図
- 広域福岡圏都市詳細地図

過去出版されていたもの（SiMAP版）
- 1/2.5万京阪神道路地図 大阪･神戸･京都･奈良･大津･和歌山･姫路
- 広域京阪神道路地図 - （通常の関西版に比べて詳細図が1/1万と細かく､詳細図のページが多い反面､郊外の記述は1/25万の広域図のみで市街図は全く掲載されないなど簡略化されている。）
- 1/1万広域札幌圏
- 1/1万広域仙台圏･宮城
- 中国・四国 - （備考欄の通りSiMAP版初期は中国地方と四国地方が統合されていた。これらが分割されて以降のものと比較すると、ページ数の関係で詳細図の縮尺が違う(現在は1/3万のところが1/6万になっている等)、詳細図の存在しない地域がある、及び市街図の対象範囲が狭いといった違いが見られる。
- 詳細京阪神道路地図 - （大半を占める詳細図が1/5000とかなり細かい一方、広域図は少ない）
- 広域北関東道路地図
- 関西道路地図ダイジェスト - （通常の関西版と比較すると郊外の詳細図や観光図か簡略化されている等､事実上の廉価版といえる）
- 1/1万茨城
- 1/1万静岡
- 1/1万新潟
- 東京詳細
- 1/1万栃木
- 1/1万群馬
- 1/1万長野
- 詳細首都圏 - （1:1.5万地図の範囲を関東より広くしたかわりに、収録範囲を首都圏地方に絞ったもの。2020年頃に絶版）
- 広域首都圏 - （関東の内容をダイジェストにし、収録範囲を首都圏に絞った廉価版。2021年頃に絶版）
- B5判関東
- B5判関西

## 備考
九州に沖縄県の地図は収録されていない。「県別マップル47沖縄県」や「都市地図の沖縄県各市町村版」が実質的に｢スーパーマップル｣の役割を果たしている。なお、逆に北海道は県別マップルが発行されていない（公式番号である「1」も欠番扱い）。
かつて（2000年（平成12年）代前半）は新潟県や宮城県（仙台）及び静岡県などにおいても、県単位版のスーパーマップルが刊行されていた。
北海道以外の県単位版のスーパーマップルは、県単位版の｢街の達人でっか字××（都市名や県名が入る）便利情報地図｣シリーズへの実質的な統合が行われており、昭文社公式サイトのスーパーマップルの1/1万栃木･1/1万群馬のページにはそれぞれ、街の達人でっか字栃木･群馬（2点とも新刊）の発行が紹介されている。
中国と四国はSiMAP化に伴い一旦統合されたが、2002年（平成14年）に再び分割されている。
2007年（平成19年）版まで北海道、東北、関東、中部、関西、中国、四国、九州には1～8までのナンバリングがされていたが、2008年（平成20年）版以降は廃止された。 200x年版まで北陸も、ナンバリングタイトルとして中部と関西の間に入っていた。（2004年（平成16年）版から中国のナンバーが7から6へと繰り上げられているため恐らくこの時であると思われるが、未確認。）

## スーパーマップルの改訂
スーパーマップルは、1991年（平成3年）の創刊以降、1999 ～ 2002年（平成14年）版のSiMAP化に伴う第一次の改訂の時期を経て、第2次の改訂の時期（2004年（平成16年）版～）に入っている。なお、改訂は全地域一斉に行われているのではなく、数年にわけ、一年に1点～数点のペースで行われている。しかし､通常シリーズの表紙デザインの変更は一斉に行われる。(○○県版や詳細首都圏などは、ナンバリングされている通常タイプとは異なる独自の表紙デザインが用いられている。)
概略
- 1991年（平成3年） - 1998年（平成10年）版（第一世代）　スーパーマップル創刊。図式はマップル（非SiMAP）の方式
- 1999年（平成11年） - 2003年（平成15年）版（第二世代）　SiMAP化に伴う改訂。全地域改訂済。
- 2004年（平成16年） - 2007年（平成19年）版（第三世代）　第二世代の図式を全面的に改め，7点を改訂。
- 2008年（平成20年）版 - （第四世代）　県別マップル第四世代（2007年（平成19年）4月-）の図式を取り入れ、残存する第二世代図式の地域の改訂に着手。

第三世代以降の改訂
- 2004年（平成16年）版：東海、B5判東海
- 2005年（平成17年）版：中部
- 2006年（平成18年）版：関東、広域首都圏、九州
- 2007年（平成19年）版：詳細首都圏（復刊の上、改訂）
- 2008年（平成20年）版：関西、東北（2008年1月現在）
- 2009年（平成21年）版：北海道、中国（岡山市政令指定都市移行対応）、四国
- 2010年（平成22年）版：中部
- 2012年（平成24年）版：東北（「東日本大震災復興支援版」として特別編集。津波で浸水した区域は10万分の1及び20万分の1広域図を除き網掛けで表示し、福島第一原発事故警戒区域を含めた当該地区に震災前存在した主要目標物を2011年（平成23年）2月現在の情報に基づき掲載。本図全体は2011年12月現在の情報に基づき編集）。
- 2013年（平成25年）版：東北（「震災対応版」として内容を更新。全体の情報は2012年（平成24年）11月現在、網掛け表示された津波浸水区域は同年3月現在の情報をそれぞれ掲載。図式は昨年の「復興支援版」と同様で、仮設住宅団地名や震災がれき仮置き場の場所も掲載）。

## 改訂の備考
県別マップル（第4世代化改訂の時期を2007年（平成19年）4月より迎えている）の改訂図式を取り入れ、スーパーマップルは2008年（平成20年）の改訂分より有料道路の色を紫色にするなどの図式改訂が行われた。
2008年（平成20年）版では、関東、広域首都圏、中部、関西において、その年に開業する高速道路、鉄道、大型開発などを、その地方ごとにまとめた小冊子を付録している。
2010年（平成22年）版では中部において、第四世代SiMAPへの改訂に際し主要都市&観光地の拡大図を大幅に増やした為、ページ数が大幅に増えている（約20ページ増）。
2000年代に入り表紙デザインはほぼ毎年多少の変更が行われてきたが、2011年（平成23年） ～ 2013年版ではなぜかデザインの変更が行われなかった。ただし改訂ペースの異なる詳細首都圏は[2012年（平成24年）に変更されている。

## その他の内容
スーパーマップルは1991年（平成3年）の創刊時、関西版が最初に発行された。その経緯から2008年（平成20年）版の発売においても、他地域が2007年（平成19年）11月以降発売なのに対し、関西版が2007年（平成19年）10月発売と全国に先駆け発売されている。